# Dan Quayle
James Danforth Quayle, anomenat Dan Quayle, (Indianapolis, 1947) és un polític estatunidenc que fou vicepresident dels Estats Units entre 1989 i 1993. Fill d'una rica família propietària de diaris. Net d'Eugene Pulliam, fundador de Central Newspapers i propietari del The Indianapolis Star, un dels principals diaris del seu estat natal. Quayle es va graduar en ciències polítiques per la Universitat DePaw el 1969 i es va doctorar en dret a l'Escola de Lleis de la Universitat d'Indiana el 1974. Després de passar per la Guàrdia Nacional d'Indiana, va començar a treballar pel fiscal general de l'estat d'Indiana en la divisió de protecció al consumidor. Poc després es va convertir en assistent administratiu del governador republicà Edgar Whitcomb i va treballar en un dels periòdics de la família, el Huntington Herald-Press.

## Carrera política
Va començar una carrera política en solitari el 1976, amb tan sols 29 anys, quan es va presentar com candidat pel Partit Republicà dels Estats Units a la Cambra de Representants dels EUA pel 4t Districte d'Indiana, aprofitant la popularitat de la seva família en l'Estat. Va guanyar l'elecció i va ser reelegit el 1978. El 1980 va renunciar a presentar-se de nou a la reelecció i va decidir ser candidat al Senat. Concretament a l'escó que llavors ocupava el popular senador demòcrata Birch Bayh, al que molts consideraven imbatible. En una de les eleccions més sorpresives d'aquell cicle electoral, Quayle va derrotar el senador Bayh i, amb només 33 anys, es va convertir en el més jove membre de la Cambra alta dels EUA. La seva elecció va coincidir amb el triomf del també republicà Ronald Reagan en les presidencials, en el que va ser un any molt positiu per a la majoria de candidats republicans a càrrecs electes al voltant de tot el país. Com a senador, Quayle va destacar especialment per la seva labor legislativa en les àrees de Defensa i control d'armes. Encara que no va ser un pes pesant dins del Senat, va ser membre dels Comitès de Defensa, Pressupost i Recursos Humans, i va patrocinar en 1982 juntament amb el senador demòcrata Edward Kennedy el 'Job Training Partnership Act' (JTPA). En 1986 va ser còmodament reelegit per a un 2n mandat de 6 anys en el Senat.

## Vicepresidència dels EUA
El 1988 ningú pensava en Dan Quayle com possible candidat vicepresidencial. La revista Time publicava a l'agost d'aquell any que el candidat republicà a la presidència, George Bush, remenava una llista d'uns vuit noms com possibles candidats a la vicepresidència: el governador de Califòrnia George Deukmejian, el senador per Wyoming Alan Simpson, el congressista per Nova York Jack Kemp, el senador per Kansas Bob Dole, el senador per Missouri John Danforth, la senadora per Kansas Nancy Kassebaum, el senador per New Mexico Pete Domenici i l'exgovernador de Tennessee Lamar Alexander. Bush va decidir no anunciar la seva decisió fins al segon dia de la Convenció Nacional Republicana celebrada a Nova Orleans a la fi d'aquell mateix mes. La remor general a Nova Orleans era que el triat seria finalment algú que no havia estat esmentat, el senador per Wyoming Malcolm Wallop. Però per a sorpresa de tots, la cadena de televisió NBC, poques hores abans d'anunciar-se el nom definitiu, va donar l'exclusiva que aquest seria el senador Dan Quayle.
La selecció es va deure en gran manera perquè Bush, de 64 anys llavors, buscava rejovenir la seva candidatura i Quayle, de només 41 anys, li donava aquesta possibilitat. Però aviat van començar els dubtes sobre si el ràpid ascens de Quayle es devia més a les seves privilegiades connexions familiars o a qüestions superficials com l'edat o la imatge, que als seus mèrits o talent polític, i molts es preguntaven si estava capacitat per a assumir la presidència en cas que alguna cosa li ocorregués al president. El mateix Quayle es va encarregar de donar força a aquestes acusacions al cometre una sèrie d'errors durant la campanya electoral que van deixar clar que podia no estar suficientment madur com per a assumir un repte semblant. Malgrat tot, aquests problemes no van afectar el tandem Bush-Quayle que va guanyar l'elecció amb el 54% dels vots enfront del 46% de la candidatura demòcrata Dukakis-Bentsen. Així, el 20 de gener de 1989, Dan Quayle va prendre possessió com un dels vicepresidents més joves de la història de la nació. Durant els següents quatre anys, Bush li va encomanar presidir el Consell Nacional Espacial i va ser membre del Consell de Seguretat Nacional durant la crisi i guerra del Golf, però el seu pes en l'administració va ser menor al d'altres vicepresidents anteriors i posteriors.
També va crear alguns problemes d'imatge a l'administració a causa de la seva afició per no estar-se callat, com quan va criticar a la popular sèrie de televisió 'Murphy Brown' perquè la protagonista era mare soltera. Aquest tipus d'actituds van convertir a Quayle en un enllaç privilegiat entre Bush i la dreta cristiana, però al mateix temps van provocar la burla i els acudits dels mitjans liberals.
En les eleccions presidencials de 1992, Bush-Quayle hagueren d'enfrontar-se als demòcrates Bill Clinton-Al Gore i els independents Perot-Stockdale. En el debat televisat dels candidats a la vicepresidència, Quayle aquesta vegada va superar les expectatives sent, segons les enquestes d'opinió, més convincent que Al Gore i James Stockdale. Però les coses no li van anar igual de bé al president George Bush en el seu debat amb Bill Clinton i Ross Perot, i les eleccions van donar com a resultat la victòria de Bill Clinton.

## Candidatura presidencial fallida
Després de deixar la vicepresidència el 1993, Quayle va sonar en reiterades ocasions com possible candidat republicà per a 1996 però finalment va decidir no presentar-se i va donar suport al senador Bob Dole. L'abril de 1999 va anunciar la seva candidatura a la Casa Blanca per a les eleccions de 2000. Va acusar el governador de Texas, George W. Bush, de ser el nen acaronat del Partit Republicà i es va autopromocionar com la millor esperança dels sectors conservadors, però aquests s'inclinaven més per Bush. Poc abans d'iniciar-se les primàries, Quayle va anunciar que llençava la tovallola degut al fet que va ser incapaç de recaptar diners suficients com per a competir amb el favorit. Va acabar donant suport a George W. Bush. Des de llavors s'ha mantingut lluny de la vida pública. És l'únic exvicepresident que no ha rebut la nominació presidencial del seu partit.